# Nominalklasse
Nominalklassen sind durch die Grammatik einer Sprache vorgegebene Einteilungen aller ihrer Nomina in eine begrenzte Zahl von Gruppen, die oft – aber keineswegs immer – Wörter von gleichartiger Bedeutung umfassen. Sprachen, die auf einem Nominalklassensystem aufbauen, werden als Klassensprachen bezeichnet. Die (maximal drei) Genera in den
indogermanischen und den semitischen Sprachen kann man als Spezialfall von Nominalklassen auffassen. Die Besonderheit der Systeme, bei denen man nur von Nominalklassen statt von Genera spricht, liegt jedoch darin, dass der Plural jeweils eigene Klassen bildet, also quasi wie ein Genusmerkmal behandelt wird (für Einzelheiten siehe vor allem im Artikel Bantusprachen #Nominalklassen).
Die Gruppenzugehörigkeit eines Nomens muss zwingend durch ein die Klasse identifizierendes Affix, den Nominalklassifikator, angegeben werden. Steht das Nomen in Verbindung mit einem Adjektiv oder ist Subjekt eines Satzes, findet sich in vielen Sprachen mit Nominalklassen derselbe Klassifikator am abhängigen Adjektiv oder Hauptverb wieder. Durch diese Art der Kongruenz, genauer: Konkordanz, wird der Zusammenhalt innerhalb eines Satzes verstärkt. Häufig können Klassifikatoren auch dazu verwendet werden, den Bezug zu einem Wort aus dem vorangegangenen Satz herzustellen. Anstelle des ganzen Wortes reicht es in diesem Fall aus, nur den Klassifikator zu wiederholen.
Nominalklassen sind besonders charakteristisch für die Bantusprachen und einige andere Zweige der niger-kordofanischen Sprachen in Afrika, beispielsweise Fulfulde. Es gibt sie aber auch in ganz anderen Sprachfamilien, wie zum Beispiel im Tschetschenischen oder im Dyirbal, einer Pama-Nyunga-Sprache in Australien.
Wilhelm Heinrich Immanuel Bleek untersuchte in seiner Doktorarbeit 1851 die Nominalklassen der Bantusprachen. Er führte ein Nummerierungssystem für die Nominalklassen der Bantusprachen ein, das heute noch benutzt wird. In manchen Bantusprachen gibt es über 20 Nominalklassen. Die Nominalklassifikatoren stehen in den Bantusprachen immer vor dem eigentlichen Wortstamm. In den Bantusprachen passen sich Pronomen, Adjektive und Verben der Nominalklasse des Substantivs an, zu dem sie gehören.
Hier zwei Beispiele aus dem Swahili. Bei etwa der Hälfte der Klassen gibt es wie im zweiten Beispiel zwei Klassenpräfixe, eines für Substantive, Adjektive und Zahlwörter und ein anderes mit stärker pronominalem Charakter. Die Klassennummern – hier Klasse 2: Plural der Klasse 1 (hauptsächlich Personen); Klasse 6: Plural der Klasse 5 (vieles Verschiedene, u. a. Behälter) – entsprechen denen im Abschnitt Klasse und Bedeutung im Artikel Bantusprachen.
| Watu warefu wawili wanaingia nyumbani. „Zwei große Menschen gehen ins Haus hinein.“ |                         |                |                |                                 |           |
| Swahili:                                                                            | wa-tu                   | wa-refu        | wa-wili        | wa-na-ingia                     | nyumba-ni |
| Wörtlich:                                                                           | 2. Klasse Plural–Mensch | 2. Kl.Pl.–groß | 2. Kl.Pl.–zwei | 2. Kl.Pl.–Gegenwart–hineingehen | Haus-in   |

| Mayai yale makubwa mawili yanatosha. „Jene zwei großen Eier genügen.“ |                     |                |                |                |                             |
| Swahili:                                                              | ma-yai              | ya-le          | ma-kubwa       | ma-wili        | ya-na-tosha                 |
| Wörtlich:                                                             | 6. Klasse Plural–Ei | 6. Kl.Pl.–jene | 6. Kl.Pl.–groß | 6. Kl.Pl.–zwei | 6. Kl.Pl.–Gegenwart–genügen |